# Bout de Zan et le Chien policier
Bout de Zan et le Chien policier és una pel·lícula muda francesa escrita i dirigida per Louis Feuillade i estrenada el 16 de maig de 1913.
Aquesta pel·lícula forma part de la sèrie Bout de Zan.

## Repartiment
- René Poyen : Bout de Zan
- Renée Carl